# Landtagswahl in Liechtenstein 2005
- FL: 3
- VU: 10
- FBP: 12

Die Landtagswahl in Liechtenstein 2005 fand am 13. März 2005 statt und war die reguläre Wahl der Legislative des Fürstentums Liechtenstein. Hierbei wurden alle 25 Abgeordneten des Landtags des Fürstentums Liechtenstein in den beiden Wahlkreisen Ober- und Unterland vom Landesvolk gewählt. Grund hierfür war das Auslaufen der vierjährigen Legislaturperiode des zuletzt 2001 gewählten Landtags.

## Ausgangslage
Bei der Landtagswahl 2001 erreichte die Vaterländische Union 49,9 %, die Fortschrittliche Bürgerpartei in Liechtenstein 41,3 % und die Freie Liste 8,7 % der abgegebenen Stimmen.

## Wahlergebnis
| Partei          | Partei                              | Stimmen | Stimmen | Stimmen | Sitze  | Sitze |
| Partei          | Partei                              | Anzahl  | %       | +/−     | Anzahl | +/−   |
| --------------- | ----------------------------------- | ------- | ------- | ------- | ------ | ----- |
|                 | Fortschrittliche Bürgerpartei (FBP) | 94'545  | 48,7    | −1,2    | 12     | −1    |
|                 | Vaterländische Union (VU)           | 74'162  | 38,2    | −3,1    | 10     | −1    |
|                 | Freie Liste (FL)                    | 25'273  | 13,0    | +4,3    | 3      | +2    |
|                 |                                     |         |         |         |        |       |
| Gesamt          | Gesamt                              | 15'070  | 100,0   |         | 25     |       |
|                 |                                     |         |         |         |        |       |
| Wahlbeteiligung | Wahlbeteiligung                     | 15'070  | 86,5    |         |        |       |
| Wahlberechtigte | Wahlberechtigte                     | 17'428  | 100,0   |         |        |       |
|                 |                                     |         |         |         |        |       |
| Quelle:         |                                     |         |         |         |        |       |